# Mazama bricenii
Il mazama di Mérida (Mazama bricenii Thomas, 1908), noto anche come mazama rossiccio, è una piccola specie di cervo. È diffuso nelle foreste e nei páramo delle Ande della Colombia settentrionale e del Venezuela occidentale, a 1000–3500 m di quota. In passato era considerato una sottospecie del mazama rosso minore, a cui somiglia moltissimo nell'aspetto, ed è stato riconosciuto come specie a parte soltanto nel 1987, malgrado fino al 1999 molti studiosi abbiano continuato a considerarlo come sottospecie.